# Plesiolauthia crassicornis
Plesiolauthia crassicornis är en tvåvingeart som beskrevs av Boris Mamaev 1967. Plesiolauthia crassicornis ingår i släktet Plesiolauthia och familjen gallmyggor. Inga underarter finns listade i Catalogue of Life.